# Ty Simpkins
Ty Keegan Simpkins (* 6. srpna 2001 New York) je americký herec. Mezi jeho hlavní filmové role patří postavy ve filmech Insidious (2010), Iron Man 3 (2013) a Jurský svět (2015).

## Kariéra
Poprvé se objevil v televizi ještě před dovršením prvního roku ve filmu. První velkou roli si zahrál ve filmu One Life to Live. Simpkins brzy zahájil opakující se roli v seriálu U nás ve Springfieldu, ve kterém pokračoval čtyři roky. Zároveň hostoval v seriálu Zákon a pořádek: Zločinné úmysly.
Simpkins debutoval ve filmu Válka světů z roku 2005. Další hlavní roli si zahrál ve filmu All the King's Men (2006), kde hrál mladou verzi postavy Jude Lawa a ztvárnil Aarona ve filmu Jako malé děti z roku 2006. O dva roky později se zahrál ve filmu Hrdost a sláva (2008), ve kterém on a jeho sestra, Ryan Simpkinsová, hrají děti Colina Farrella. Simpkins také hrál ve filmech Gardens of the Night (2008) a Nouzový východ (2008), ve kterých si opět zahrál po boku své sestry Ryan. Simpkins také hostoval v seriálu CSI: Las Vegas, Private Practice a Family of Four. V září 2009 podepsal smlouvu na roli Luka ve filmu The Next Three Days z roku 2010. Hrál také Daltona Lamberta ve filmech Insidious (2010) a Insidious 2 (2013).
V roce 2013 si Simpkins zahrál po boku Roberta Downeyho Jr. ve filmu Iron Man 3 jako Harley Keener. Později se objevil ve filmu The Nice Guys z roku 2016. V roce 2019 si zopakoval roli Harleyho Keenera v cameu během pohřbu Tonyho Starka na konci filmu Avengers: Endgame.
Simpkins se objevil ve filmu Jurský svět z roku 2015, kde si zahrál roli Adama z filmu Meadowland.

## Filmografie

### Filmy
| Rok  | Název                   | Role            | Poznámky    |
| ---- | ----------------------- | --------------- | ----------- |
| 2005 | War of the Worlds       | 3letý kluk      |             |
| 2006 | Little Children         | Aaron Adamson   |             |
| 2008 | Gardens of the Night    | Dylan Whitehead |             |
| 2008 | Hrdost a sláva          | Matthew Egan    |             |
| 2008 | Nouzový východ          | Michael Wheeler |             |
| 2009 | Family of Four          | Tommy Baker     |             |
| 2009 | Abracadabra             | Tucker          | krátký film |
| 2010 | The Next Three Days     | Luke Brennan    |             |
| 2010 | Insidious               | Dalton Lambert  |             |
| 2012 | Arcadia                 | Nat             |             |
| 2012 | Extracted               | mladý Anthony   |             |
| 2013 | Iron Man 3              | Harley Keener   |             |
| 2013 | Insidious 2             | Dalton Lambert  |             |
| 2015 | Hangman                 | Max Miller      |             |
| 2015 | Meadowland              | Adam            |             |
| 2015 | Jurassic World          | Gray Mitchell   |             |
| 2016 | The Nice Guys           | Bobby           |             |
| 2017 | Barbados                | Gary            |             |
| 2018 | Insidious: The Last Key | Dalton Lambert  |             |
| 2019 | Avengers: Endgame       | Harley Keener   | cameo       |
| 2022 | The Whale               | Thomas          |             |
| 2023 | Insidious 3: Red Door   | Dalton Lambert  |             |

### Televize
| Rok       | Název                            | Role               | Poznámky                               |
| --------- | -------------------------------- | ------------------ | -------------------------------------- |
| 2001–2002 | One Life to Live                 | Jack Manning       | 4 díly                                 |
| 2001–2005 | U nás ve Springfieldu            | Jude Cooper Bauer  | 47 dílů                                |
| 2005      | Zákon a pořádek: Zločinné úmysly | Jake Nikos         | díl: "Ex Stasis"                       |
| 2008      | CSI: Crime Scene Investigation   | Tyler Waldrip      | díl: "A Thousand Days on Earth"        |
| 2008      | Private Practice                 | Braden Tisch       | díl: "Past Tense"                      |
| 2016      | Griffinovi                       | Little Drummer Boy | díl: "How the Griffin Stole Christmas" |

### Videohry
| Rok  | Název               | Role          | Poznámky |
| ---- | ------------------- | ------------- | -------- |
| 2015 | Lego Jurassic World | Gray Mitchell | hlas     |
| 2015 | Lego Dimensions     | Gray Mitchell | hlas     |

### Divadlo
| Rok  | Název   | Role    |
| ---- | ------- | ------- |
| 2018 | Cabaret | Ernst   |
| 2019 | Annie   | Rooster |

## Ocenění
| Rok  | Ocenění                           | Kategorie                           | Práce       | Výsledek  |
| ---- | --------------------------------- | ----------------------------------- | ----------- | --------- |
| 2014 | Cena Saturn                       | Best Performance by a Younger Actor | Iron Man 3  | nominace  |
| 2016 | Cena Saturn                       | Best Performance by a Younger Actor | Jurský svět | vítězství |
| 2016 | Young Artist Awards               | Best Performance in a Feature Film  | Jurský svět | nominace  |
| 2016 | Young Entertainer Awards          | Best Younger Actor                  | Jurský svět | nominace  |
| 2018 | Broadway World Los Angeles Awards | Best Supporting Actor               | Cabaret     | nominace  |